# منهج مفتوح المصدر
المنهج مفتوح المصدر هو مورد تعليمي عبر الإنترنت يمكن استخدامه وتوزيعه وتعديله بحرية. يعتمد المنهج على ممارسة مفتوحة المصدر لإنشاء منتجات أو برامج تفتح إمكانية الوصول إلى المواد أو الأكواد المصدرية. عند تطبيق هذه العملية على التعليم، فإنها تدعو إلى الحصول على تعليقات ومشاركة من المطورين والمعلمين والمسؤولين الحكوميين والطلاب وأولياء الأمور وتمكنهم من تبادل الأفكار وتحسين أفضل الممارسات وإنشاء مناهج دراسية ذات مستوى عالمي. يمكن أن تشكل مجتمعات "التطوير" هذه بشكل مخصص، ضمن نفس مجال الموضوع أو حول حاجة مشتركة للطلاب، وتسمح بمجموعة متنوعة من هياكل التحرير وسير العمل.